# Georges Sénéca
Pour les articles homonymes, voir Sénéca (homonymie).
Georges Sénéca, né le 14 mars 1937 à Tournai et y décédé le 8 novembre 2002 fut un homme politique belge.

## Biographie
Tournaisien, Georges Sénéca, professeur de français et de latin au Collège Notre-Dame de Tournai a commencé sa vie politique en 1970 comme conseiller communal (PSC) de la ville de Tournai.
Il fut 1er échevin de Tournai sous le bourgmestre Raoul Van Spitael entre 1977 et 1982. En 1991, il fut élu membre de la Chambre des représentants. Il siégea au parlement régional wallon de 1995 à 2002, date de son décès inopiné.
Homme politique populaire parfois considéré comme pittoresque, Georges Sénéca était un personnage jugé attachant [réf. nécessaire] et proche de la population du Tournaisis.

## Carrière politique
- conseiller communal de Tournai (1971-2002)
  - échevin (1971-1982)
- député (1992-1995)
  - conseiller régional wallon
- député wallon (1995-2002)